# Zaton (Šibenik)
Zaton falu Horvátországban Šibenik-Knin megyében. Közigazgatásilag Šibenikhez tartozik.

## Fekvése
Šibenik központjától légvonalban 8, közúton 12 km-re északnyugatra, Dalmácia középső részén, az azonos nevű öböl partján abban a csatornában fekszik, mely Prokljan-tavat a Šibeniki-öböllel köti össze. A települést a Rastovac, a Križeva glava és a Glavica nevű dombok veszik körül, melyek jól védik a szelektől. Legkönnyebben a tenger felől közelíthető meg, amely itt általában nyugodt, a hullámok nem verdesik a partot, nem fenyegetik a part közeli kis házakat és a kis hajókat sem. A zatoni parton néhány forrás is fakad. A Dobri dolac-öböltől a Šarina draga-öbölig mintegy három kilométer hosszú szép sétány húzódik. A Zatoni-öböl mentén termékeny mezők, kertek, szőlő-, olajfa- és fügefaültetvények találhatók. A település kis piaca a hal mellett mindig tele van az itteni terményekkel.

## Története
A régészeti leletek alapján megállapítható, hogy itt már a kőkorszak óta folyamatosan éltek emberek. A Tradanj és Šarina grada barlangokban a szarvasok, vadlovak és orrszarvúak maradványai mellett emberi csontmaradványok is előkerültek. Egy a görögök által is lakott erődített emberi település és temetője volt az ókorban a településtől három kilométerre található Velika Mrdakovica-hegyen, ahova a zatoni kikötőtől a szelíd és termékeny Draga völgyén át vezetett az út. A temető több mint száz, gazdag mellékletekkel ellátott sírját tárták fel a régészek. A temető az i. e. 6. századtól az i. e. 1. századig volt használatban. A többi sír mellett egy a mellékletei alapján (két cserépedény és egy vaskés) 8. századra keltezhető ószláv sírt is feltártak.
Zaton neve 1322-ben bukkan fel először történeti forrásban abban az oklevélben, melyben Károly Róbert magyar király megerősíti Šibenik városának kiváltságait a Pirovacnál fekvő Sustipanac-sziget, Oštrica, Ivinj, Pišća, Zaton, Dolac Buzelaze (Dobri dolac) és Vodokrat (Vodice és Srima) földjei által övezett határain belül. A Magyar Királyság része volt, majd 1409-ben László nápolyi király Dalmáciával együtt százezer aranydukátért eladta Velencének. Zaton ebben az időben szoros kapcsolatban állt az 1433-ban említett Humlavo nevű faluval, melynek volt egy Szent György tiszteletére szentelt temploma. A templom patrónusaiból álló testvériség támogatta a zatoni Szent Lukács templomot is. Később a török veszély miatt a testvériség maga is Zatonba helyezte át székhelyét. Értékeiket a Tavelićek zatoni tornyában helyezték biztonságba. Ez a torony a tengerpart közelében a püspökség földjeinél állt. A család kezdetben Tavilićnek, később Tavelićnek írta a nevét. Közülük került ki a horvátok egyik szentje a 14. században élt Tavelić Miklós. A család neve idővel olyan ismert lett, hogy velük kapcsolatban a település tornya is felkerült a korabeli térképekre. Az egyik ilyen térképen „Sxato” alakban szerepel. A toronynak mára nyoma sem maradt, azonban 1910-ben a zatoni part kiépítésekor a Zvizda-hegy alatt egy helyről kotrógéppel egy halom követ ástak ki, melyek egykori épülethez tartozhattak. Az akkori feltételezések szerint itt állt egykor Tavelić tornya. 1979-ben pedig az egykori postahivatal előtti területen emeltek ki a tengerből egy nagy kőtömöt, melyet szintén a torony maradványának tartottak. A tornyot 1508-ban, 1535-ben és 1570-ben említik a korabeli források. Ez a Šibenik környékét ért leghevesebb török támadások időszaka. Zaton azonban csak egy évig, 1576 és 1577 között volt török uralom alatt. A török elől  lakossága a közeli Šibenikre menekült. 1797-ben a Velencei Köztársaság megszűnésével a Habsburg Birodalom része lett. 1806-ban Napóleon csapatai foglalták el és 1813-ig francia uralom alatt állt. Napóleon bukása után ismét Habsburg uralom következett, mely az első világháború végéig tartott. A településnek 1857-ben 225, 1910-ben 388 lakosa volt. A település az első világháború után rövid ideig az Olasz Királyság, ezután a Szerb-Horvát-Szlovén Királyság, majd Jugoszlávia része lett.
1941. április 15-én olasz csapatok vonultak be Šibenikre és a környező településekre, de a város környéke rövidesen az antifasiszta partizánharc színtere lett, melyhez számos zatoni is csatlakozott. Zaton lakossága 1942 őszén tapasztalta meg először az olasz hatóságok kegyetlenségét. Október 2-án 9 zatoni férfit gyilkoltak meg az utcán, majd testüket a kikötő vizébe dobták. December 2-án az összes 16 és 60 év közötti férfit összegyűjtötték, majd közülük 250 személyt a Molat szigetén működő koncentrációs táborba szállítottak. Indokul a partizánok Vodicénél az olasz katonák ellen végrehajtott támadását hozták fel. A partizánok családtagjait már korábban Molatra deportálták. 1943 március végén Šibenikről fasiszta hivatalnokok érkeztek a településre. Úgy határoztak, hogy a település nem gyújtják fel, hanem táborrá alakítják át, ahova senki sem mehetett se be se ki. Ez idő alatt az olaszok 43 fegyvertelen civil lakost öltek meg. A megszállásnak összesen 144 zatoni lakos esett áldozatául és a megszállók 64 házat gyújtottak fel. 580 zatoni lakos járta meg az olasz koncentrációs táborokat, legtöbben a Molat-szigeti haláltáborban raboskodtak. Ez több mint a fele a falu 1941-es lakosságának. A délszláv háború során mindvégig horvát kézen maradt. Nagyobb harcok itt csak a šibeniki híd környékén folytak 1991 szeptember 16. és 23. között. A harcokban 3 zatoni lakos esett el, egy fiatal pedig a terror áldozata lett. A településnek 2011-ben 567 lakosa volt, akik főként a turizmusból éltek, de sokan foglalkoztak mezőgazdasággal, halászattal is és sokan dolgoztak a közeli Šibenik városában.

## Lakosság
| Lakosság változása | Lakosság változása | Lakosság változása | Lakosság változása | Lakosság változása | Lakosság változása | Lakosság változása | Lakosság változása | Lakosság változása | Lakosság változása | Lakosság változása | Lakosság változása | Lakosság változása | Lakosság változása | Lakosság változása | Lakosság változása | Lakosság változása |
| ------------------ | ------------------ | ------------------ | ------------------ | ------------------ | ------------------ | ------------------ | ------------------ | ------------------ | ------------------ | ------------------ | ------------------ | ------------------ | ------------------ | ------------------ | ------------------ | ------------------ |
| 1857               | 1869               | 1880               | 1890               | 1900               | 1910               | 1921               | 1931               | 1948               | 1953               | 1961               | 1971               | 1981               | 1991               | 2001               | 2011               | 2021               |
| 422                | 782                | 621                | 781                | 972                | 1.133              | 1.321              | 1.411              | 1.184              | 1.264              | 1.371              | 1.254              | 1.084              | 1.197              | 1.098              | 978                | 929                |

## Nevezetességei
- Szent György és Szent Rókus tiszteletére szentelt római katolikus plébániatemploma 1533-ban épült, a 18. században barokk stílusban építették át. A Szent Péternek szentelt márvány oltár 1789-ben épült, Pio és Vico Dall’Acqua szobrászművészek alkotása. Valahol a közelében állt egykor a település középkori vára, melynek mára nyoma sem maradt. Maradványait nem tárták fel.
- Félúton Raslina felé áll a Kármelhegyi boldogasszony tiszteletére szentelt templomocska, ahol csak búcsúünnepén tartanak szentmisét. Ez alkalommal nagyobb tömeg gyűlik itt össze.
- Zaton falu közelében a Krka szurdokában található a Tradanj-fok. A part északkeleti oldalán, magasan a sziklán, egy 50 méter mély, 13 méter széles és 12 méter magas barlang található. A régészeti kutatások megerősítették, hogy a barlangot az őskortól a 7. századig folyamatosan lakták.[4]
- Srima településrészen egy domb tetején található a Srimai Boldogasszony tiszteletére szentelt temploma,[5] amely egész Srima látképét uralja. A templomot a 12. - 13. században építették román stílusban. Egyhajós templom, téglalap alakú apszissal, szabálytalan alaprajzzal és nyugat-keleti tájolással. Román stílusú egyik portálja a hajó elülső és déli falán található kissé beugró, kereszt domborművel díszített félköríves lunettával. A nyugati portál felett egy keskeny függőleges ablak, félköríves záródással. Az apszison is ugyanilyen ablakotot látunk. A homlokzat tetején az oromfalon található az egynyílású harangtorony. A templom belül boltíves boltozattal van ellátva, melyet egykor kőlapokkal borítottak. Az apszisban egy freskó található, amely Máriát Jézussal, Szent Viddel és Szent Györggyel ábrázolja

## Fordítás
Ez a szócikk részben vagy egészben  a   Zaton (Šibenik) című horvát Wikipédia-szócikk ezen változatának fordításán alapul.  Az eredeti cikk szerkesztőit annak laptörténete sorolja fel. Ez a jelzés csupán a megfogalmazás eredetét és a szerzői jogokat jelzi, nem szolgál a cikkben szereplő információk forrásmegjelöléseként.